# División de Honor de fútbol sala 1998-99
La temporada 1998-99 de División de Honor fue la 10.ª edición de la máxima competición de la Liga Nacional de Fútbol Sala española. Se disputó entre el 12 de septiembre de 1998 y el 20 de junio de 1999.
La liga empezó con 18 equipos y un sistema de liga basado en fase regular más fase final, en el que los ocho primeros disputarían el título de campeón y los tres últimos descendían a División de Plata. El campeón fue Caja Segovia FS, que batió en la final al Industrias García de Santa Coloma de Gramanet en tres partidos.

## Campeonato

### Liga regular
| Puesto | Equipo                       | Ptos | J  | G  | E  | P  | GF  | GC  | DG  | Nota                         |
| ------ | ---------------------------- | ---- | -- | -- | -- | -- | --- | --- | --- | ---------------------------- |
| 1      | Playas de Castellón          | 82   | 34 | 25 | 7  | 2  | 185 | 91  | +94 | Fase final                   |
| 2      | CLM Talavera                 | 77   | 34 | 23 | 8  | 3  | 157 | 90  | +67 | Fase final                   |
| 3      | Caja Segovia FS              | 76   | 34 | 24 | 4  | 6  | 150 | 99  | +51 | Fase final                   |
| 4      | Boomerang Interviú           | 70   | 34 | 21 | 7  | 6  | 145 | 83  | +62 | Fase final                   |
| 5      | Industrias García            | 56   | 34 | 18 | 2  | 14 | 147 | 142 | +5  | Fase final                   |
| 6      | ElPozo Murcia                | 50   | 34 | 15 | 5  | 14 | 137 | 131 | +6  | Fase final                   |
| 7      | Miró Martorell               | 46   | 34 | 14 | 4  | 16 | 116 | 125 | -9  | Fase final                   |
| 8      | Fórum Filatélico Rías Baixas | 43   | 34 | 11 | 10 | 13 | 102 | 112 | -10 | Fase final                   |
| 9      | Café Dry Fiat Torrejón       | 42   | 34 | 12 | 6  | 16 | 117 | 114 | +3  |                              |
| 10     | Dulma Astorga                | 41   | 34 | 12 | 5  | 17 | 113 | 135 | -22 |                              |
| 11     | Sol Fuerza Salamanca         | 40   | 34 | 12 | 4  | 18 | 120 | 137 | -17 |                              |
| 12     | Caja San Fernando Jerez      | 39   | 34 | 10 | 9  | 15 | 98  | 118 | -20 |                              |
| 13     | O Parrulo Indunor            | 39   | 34 | 10 | 9  | 15 | 110 | 138 | -28 |                              |
| 14     | Mínguez Sáez Cartagena       | 38   | 34 | 10 | 8  | 16 | 95  | 122 | -27 |                              |
| 15     | MRA Xota Navarra             | 36   | 34 | 11 | 3  | 20 | 149 | 178 | -29 |                              |
| 16     | Valencia Vijusa              | 35   | 34 | 9  | 8  | 17 | 104 | 128 | -24 | Descenso a División de Plata |
| 17     | Jaén Paraíso Interior        | 34   | 34 | 10 | 4  | 20 | 105 | 137 | -32 | Descenso a División de Plata |
| 18     | Maspalomas Costa Canaria     | 20   | 34 | 5  | 5  | 24 | 89  | 159 | -70 | Descenso a División de Plata |

Ascienden a División de Honor 1998/99: Cefire Burela, Foticos Zaragoza y Ourense FS.
Sistema de puntuación: Victoria = 3 puntos; Empate (E) = 1 punto; Derrota = 0 puntos

### Fase final
|  | Cuartos de final      | Cuartos de final    |                     |                       | Semifinales         | Semifinales         |  |                     | Final               | Final               |  |
|  | Mejor de 3 partidos   | Mejor de 3 partidos |                     |                       | Mejor de 3 partidos | Mejor de 3 partidos |  |                     | Mejor de 5 partidos | Mejor de 5 partidos |  |
|  |                       |                     |                     |                       |                     |                     |  |                     |                     |                     |  |
|  |                       |                     |                     |                       |                     |                     |  |                     |                     |                     |  |
|  | 1 Playas de Castellón | 2                   |                     |                       |                     |                     |  |                     |                     |                     |  |
|  | 1 Playas de Castellón | 2                   |                     |                       |                     |                     |  |                     |                     |                     |  |
|  | 8 Fórum Filatélico    | 0                   |                     |                       |                     |                     |  |                     |                     |                     |  |
|  | 8 Fórum Filatélico    | 0                   |                     | 1 Playas de Castellón | 0                   |                     |  |                     |                     |                     |  |
|  |                       |                     |                     | 1 Playas de Castellón | 0                   |                     |  |                     |                     |                     |  |
|  |                       |                     | 5 Industrias García | 2                     |                     |                     |  |                     |                     |                     |  |
|  | 4 Boomerang Interviú  | 0                   | 5 Industrias García | 2                     |                     |                     |  |                     |                     |                     |  |
|  | 4 Boomerang Interviú  | 0                   |                     |                       |                     |                     |  |                     |                     |                     |  |
|  | 5 Industrias García   | 2                   |                     |                       |                     |                     |  |                     |                     |                     |  |
|  | 5 Industrias García   | 2                   |                     |                       |                     |                     |  | 5 Industrias García | 0                   |                     |  |
|  |                       |                     |                     |                       |                     |                     |  | 5 Industrias García | 0                   |                     |  |
|  |                       |                     | 3 Caja Segovia FS   | 3                     |                     |                     |  |                     |                     |                     |  |
|  | 2 CLM Talavera        | 2                   | 3 Caja Segovia FS   | 3                     |                     |                     |  |                     |                     |                     |  |
|  | 2 CLM Talavera        | 2                   |                     |                       |                     |                     |  |                     |                     |                     |  |
|  | 7 Miró Martorell      | 0                   |                     |                       |                     |                     |  |                     |                     |                     |  |
|  | 7 Miró Martorell      | 0                   |                     | 2 CLM Talavera        | 1                   |                     |  |                     |                     |                     |  |
|  |                       |                     |                     | 2 CLM Talavera        | 1                   |                     |  |                     |                     |                     |  |
|  |                       |                     | 3 Caja Segovia FS   | 2                     |                     |                     |  |                     |                     |                     |  |
|  | 3 Caja Segovia FS     | 2                   | 3 Caja Segovia FS   | 2                     |                     |                     |  |                     |                     |                     |  |
|  | 3 Caja Segovia FS     | 2                   |                     |                       |                     |                     |  |                     |                     |                     |  |
|  | 6 ElPozo Murcia       | 0                   |                     |                       |                     |                     |  |                     |                     |                     |  |
|  | 6 ElPozo Murcia       | 0                   |                     |                       |                     |                     |  |                     |                     |                     |  |
|  |                       |                     |                     |                       |                     |                     |  |                     |                     |                     |  |

| Campeón de la Liga Nacional de Fútbol Sala |
| ------------------------------------------ |
| Caja Segovia FS Primer título              |

## Goleadores
| Puesto | Jugador      | Equipo              | Goles |
| ------ | ------------ | ------------------- | ----- |
| 1      | Edesio       | Playas de Castellón | 53    |
| 1      | Marcelo      | Industrias García   | 53    |
| 3      | Serpa        | Caja Segovia FS     | 51    |
| 4      | Daniel       | Caja Segovia FS     | 49    |
| 5      | Joan Linares | CLM Talavera        | 40    |